# Viey
Viey – miejscowość i gmina we Francji, w regionie Oksytania, w departamencie Pireneje Wysokie.
Według danych na rok 1990 gminę zamieszkiwały 34 osoby, a gęstość zaludnienia wynosiła 5 osób/km² (wśród 3020 gmin regionu Midi-Pireneje Viey plasuje się na 1029. miejscu pod względem liczby ludności, natomiast pod względem powierzchni na miejscu 1341.).